# Piper scalarispicum
Piper scalarispicum är en pepparväxtart som beskrevs av William Trelease. Piper scalarispicum ingår i släktet Piper och familjen pepparväxter. Inga underarter finns listade i Catalogue of Life.